# Bettendorf (Luxemburg)
Bettendorf (Luxemburgs: Bettenduerf) is een gemeente in het Luxemburgse Kanton Diekirch. De gemeente heeft een totale oppervlakte van 23,24 km² en telde 2439 inwoners op 1 januari 2007.

## Ontwikkeling van het inwoneraantal
| Jaar                              | 2001 | 2002 | 2003 | 2004 | 2005 |
| --------------------------------- | ---- | ---- | ---- | ---- | ---- |
| Inwoneraantal                     | 2314 | 2300 | 2313 | 2301 | 2384 |
| Opmerking: tellingen op 1 januari |      |      |      |      |      |

## Plaatsen in de gemeente

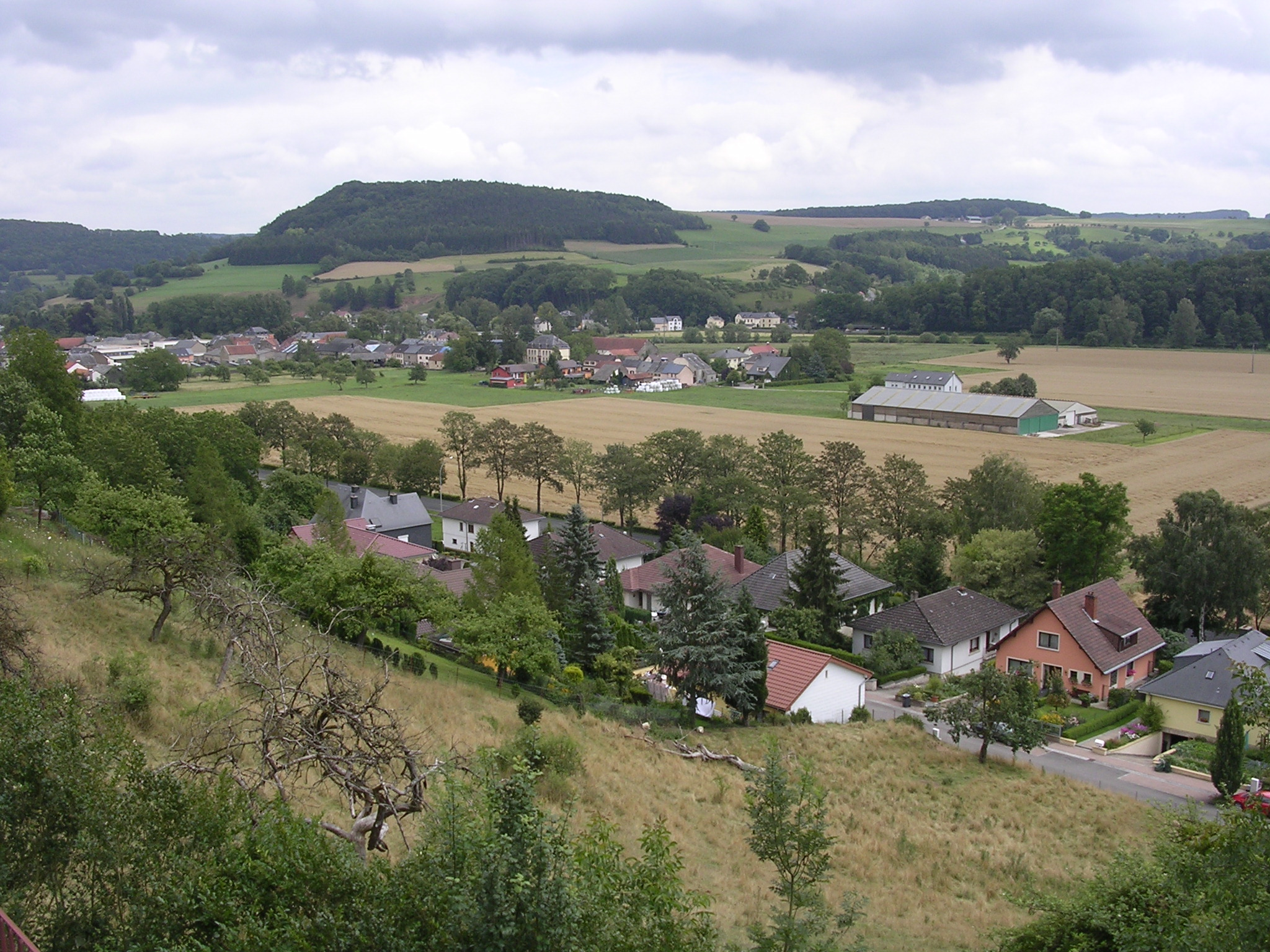
Bettendorf

- Bettendorf
- Gilsdorf
- Bleesbréck
- Broderbour
- Clemenshaff
- Keiwelbach
- Moestroff
- Selz